# Léon Abry
Pour les articles homonymes, voir Abry.
Léon Abry, né le 6 mars 1857 à Anvers et mort dans la même ville le 6 novembre 1905, est un peintre, aquarelliste et graveur belge, portraitiste et spécialisé dans les scènes militaires.

## Biographie
Dans son ascendance maternelle, plusieurs peintres et graveurs apparaissent, sous le nom de Damry. Il est le fils d'un officier de l'armée belge J.L. Abry, promu général en 1866, et se trouve témoin de manœuvres militaires.
Après la mort de son père en 1872, il abandonne ses études préparatoires à l'école militaire, mais il reste en contact avec ce milieu. En 1875, âgé de dix-huit ans, il entre à l'académie des beaux-arts d'Anvers qu'il quittera dès 1878, après avoir suivi le cours de dessin d'après l'antique dans la classe de Polydore Beaufaux et le cours de peinture d'après nature de Nicaise De Keyser.
Un de ses premiers tableaux, Le Cheval qui gagne l'avoine, est exposé au cercle artistique d'Anvers en 1878. L'année suivante, il fait le portrait équestre de feu son père exposé à l'Exposition historique de l'Art belge de 1830 à 1880, organisée à Bruxelles à l'occasion du cinquantième anniversaire de l'indépendance nationale. Le cheval occupe une place importante dans son œuvre. Il étudie cet animal dans ses divers mouvements avec une rigueur toute réaliste et sait lui donner un panache certain. 
Après avoir longuement interrompu ses activités, à la suite d'une variole contractée en 1881, il se fait le chantre de la vie militaire en alternance avec le portrait.
Fervent aquarelliste, il est membre de la Société royale belge des aquarellistes en 1886 et membre fondateur du groupe L'Art indépendant en 1887. Il est également membre du Cercle des XIII d'Anvers en 1891. 

## Œuvre
Si ses premières œuvres sont résolument marquées par l'académisme, il évolue vers une peinture de plein air aux accents impressionnistes. Aux sujets de genre et aux scènes de mœurs de la vie anversoise succèdent quelques tableaux dans le registre du genre humoristique militaire dont il est un des initiateurs en Belgique.
Il peint de vastes groupements de troupes en action, entre autres une Batterie d'artillerie (1888, Bruxelles, Mus. roy. de l'Armée et d'Hist. militaire), Le Roi Léopold II et la reine Marie-Henriette aux grandes manœuvres (1890, Bruxelles, Mus. roy. de l'Armée et d'Hist. militaire), exécuté à l'occasion du vingt-cinquième anniversaire du mariage des souverains, Le Ralliement après un combat à pied (1896, Bruxelles, M.R.B.A.B.).
Il participe à la réalisation d'un diorama, sur le thème imposé de l'armée belge, pour l'Exposition universelle d'Anvers en 1894. Parmi ses portraits, civils ou militaires, se comptent quelques grandes figures de l'armée belge. 
Il exposera aussi bien en Belgique (Anvers, Bruxelles, Gand...) qu'à l'étranger (Berlin, Dresde, Vienne, Paris, Munich, Madrid...)
Des gravures de lui sont reproduites dans "Antwerpsche Etsers".
- Femme élégante sur la plage, 1884, aquarelle, 48 × 32 cm, Collection privée, Vente 2012[1]
- Bouchonnage des chevaux dans la caserne, 1887, 175 × 228 cm, Musée royal des Beaux-Arts d'Anvers[2]
- Un chasseur pigmée, 1903, aquarelle, 51 × 55 cm, Collection privée, Vente 2006[3]
- A la garde, 95 × 85 cm, Collection privée, Vente 2016[4]
- Soldat, huile sur bois, 20 × 13 cm, Collection privée, Vente 2011[5]
- Mevrouw Charles Dumercy, 1893, huile sur bois, 46 × 57 cm, Musée royal des Beaux-Arts d'Anvers[6]
- La Retraite des Uhlands, 1898, 93 × 113 cm, Collection privée, Vente 2019[7]

Œuvres de Léon Abry
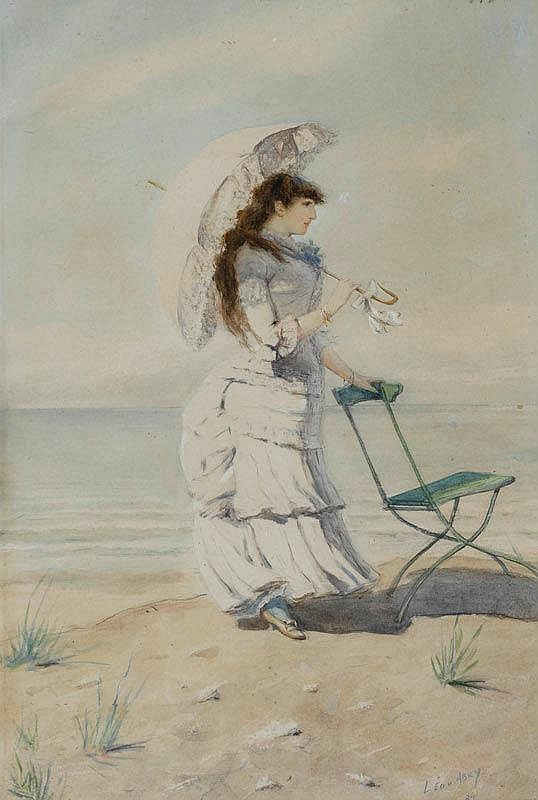
Femme élégante sur la plage, 1884 Collection privée
Bouchonnage des chevaux, 1887 Musée royal des Beaux-Arts d'Anvers
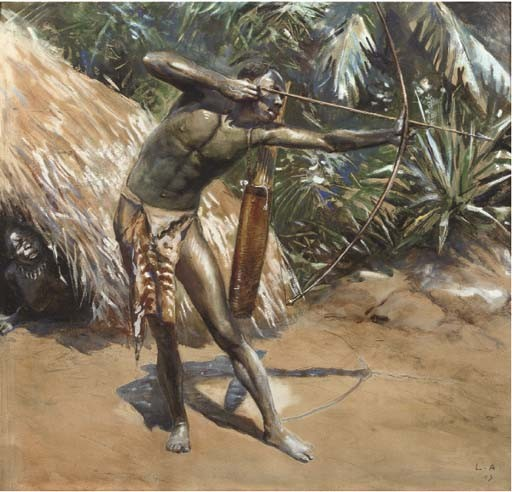
Un chasseur pigmée Collection privée
Mevrouw Charles Dumercy, 1893 Musée royal des Beaux-Arts d'Anvers
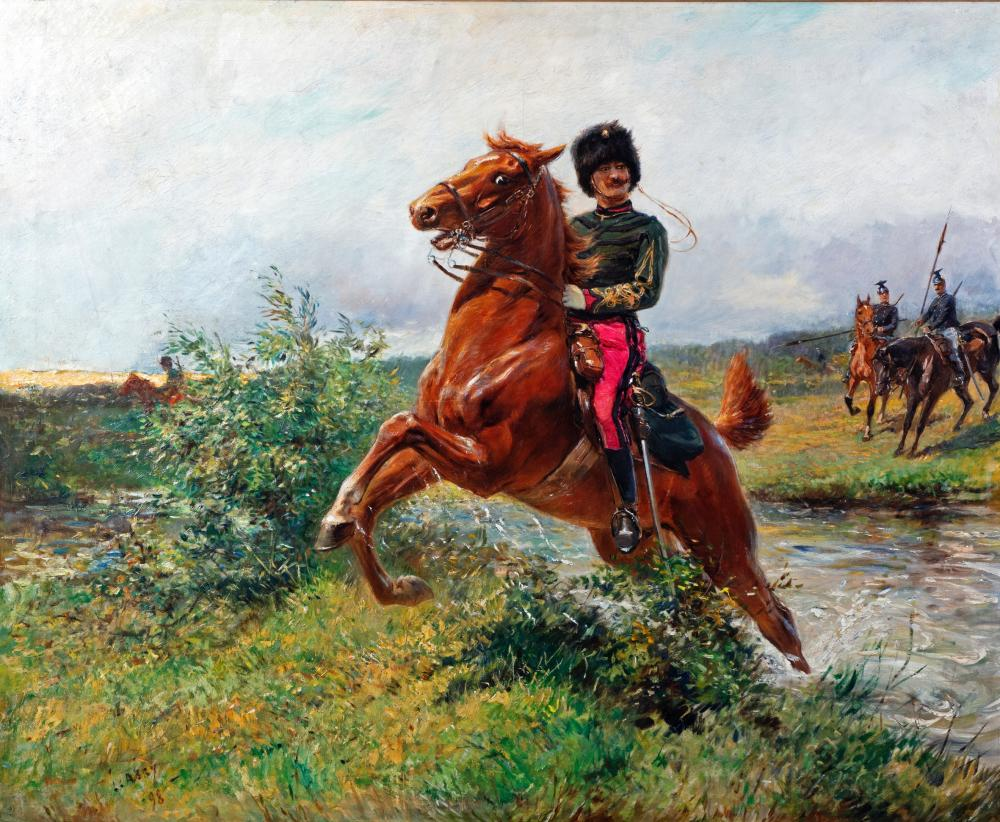
La Retraite des Uhlands, 1898 Collection privée
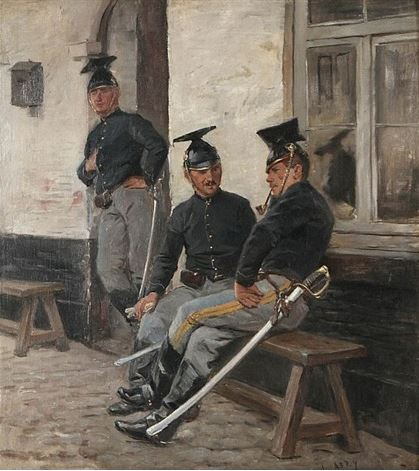
A la garde Collection privée
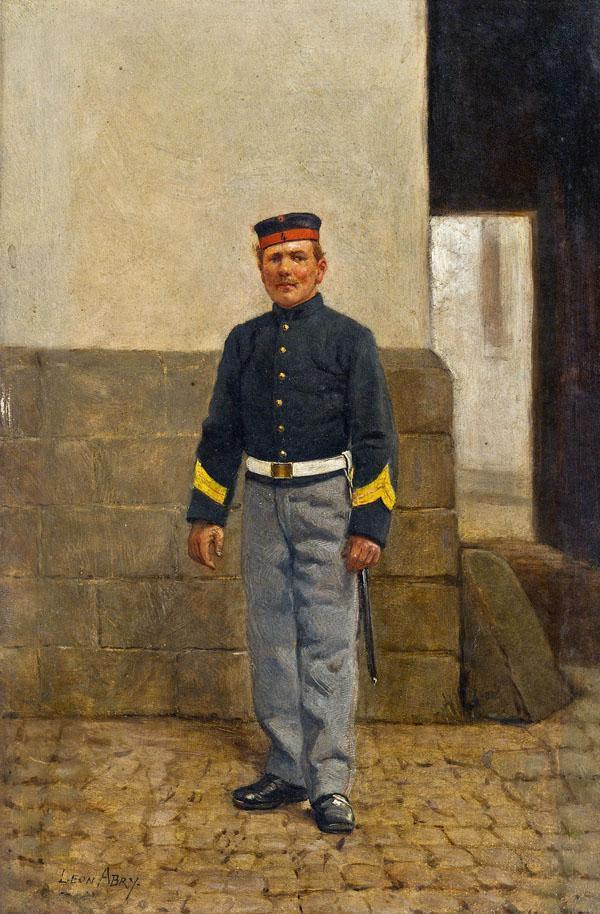
Soldat Collection privée